# Jordan Harvey
Jordan Harvey (Mission Viejo, California, Estados Unidos; 28 de enero de 1984) es un exfutbolista estadounidense. Jugaba de lateral por la izquierda.

## Trayectoria

### Inicios e Universidad
Harvey comenzó a jugar al fútbol en los Strikers FC en su época de escolar. Como universitario en la Universidad de California en Los Ángeles jugó durante cuatro años en los UCLA Bruins, entre el 2002 y 2005, donde disputó 69 encuentros y anotó 7 goles y 9 asistencias. Mientras estaba en la universidad, jugó además en el Orange County Blue Star de la USL Premier Development League.

### Profesionalismo
Harvey fue escogido por el Colorado Rapids en el noveno puesto del Draft suplementario de la MLS 2006. No debutó con los Rapids hasta el 2008, y durante la temporada 2009 fue el jugador que más minutos jugó en el club con 2613 minutos disputados.
El 25 de noviembre de 2009 fue seleccionado por el Philadelphia Union en el Draft de expansión de la MLS 2009. Harvey anotó su primer gol en Philadelphia, de cabeza, el 15 de abril de 2010 en la derrota por 2-1 ante el Toronto FC.
Fue intercambiado al Vancouver Whitecaps FC el 7 de julio de 2011. Se estableció como titular del equipo en la temporada 2012, año en que jugó 26 encuentros en el campeonato. El 19 de junio de 2013 anotó el gol número 10.000 de la historia de la MLS ante el Chivas USA. Jugó en Vancouver hasta la temporada 2017, el quinto año que jugó más de 2000 minutos en la temporada de manera consecutiva.
Fichó por la nueva franquicia de la MLS, Los Angeles FC, para la temporada debut de 2018. Renovó su contrato con el club al término de la temporada.
El 26 de febrero de 2022 anunció su retiro como jugador a los 38 años.

## Selección nacional
Harvey jugó dos encuentros con la selección de Estados Unidos sub-17 en la Copa mundial sub-17 de 2001 y un encuentro con la selección de Estados Unidos sub-20 en la Copa Mundial sub-20 de 2003.

## Vida personal
Se casó con la cantante Kimberly Caldwell el 31 de diciembre de 2014 en Palm Springs, California. Su hija, Harlow Monroe Harvey, nació el 7 de octubre de 2015. En agosto de 2019 confirmó que sería padre por segunda vez.

## Estadísticas
Actualizado al último partido disputado el 3 de noviembre de 2018.
| Colorado Rapids Estados Unidos |               |               |     |    |   |   |   |   |   |     |     |    |
| 1.ª | 2008          | 15            | 0   | 0  | 0 | - | - | - | - | 15  | 0   |    |
| 1.ª | 2009          | 30            | 0   | 0  | 0 | - | - | - | - | 30  | 0   |    |
| Total club | Total club    | 45            | 0   | 0  | 0 | 0 | 0 | 0 | 0 | 45  | 0   |    |
| Philadelphia Union Estados Unidos |               |               |     |    |   |   |   |   |   |     |     |    |
| 1.ª | 2010          | 30            | 1   | 0  | 0 | - | - | - | - | 30  | 1   |    |
| 1.ª | 2011          | 16            | 0   | 1  | 0 | - | - | - | - | 17  | 0   |    |
| Total club | Total club    | 46            | 1   | 1  | 0 | 0 | 0 | 0 | 0 | 47  | 1   |    |
| Vancouver Whitecaps FC · Canadá |               |               |     |    |   |   |   |   |   |     |     |    |
| 1.ª | 2011          | 14            | 0   | 0  | 0 | - | - | - | - | 14  | 0   |    |
| 1.ª | 2012          | 26            | 1   | 3  | 0 | - | - | 1 | 0 | 30  | 1   |    |
| 1.ª | 2013          | 24            | 4   | 0  | 0 | - | - | - | - | 24  | 4   |    |
| 1.ª | 2014          | 33            | 2   | 0  | 0 | - | - | 1 | 0 | 34  | 2   |    |
| 1.ª | 2015          | 27            | 0   | 0  | 0 | - | - | 2 | 0 | 29  | 0   |    |
| 1.ª | 2016          | 28            | 2   | 2  | 0 | - | - | - | - | 30  | 2   |    |
| 1.ª | 2017          | 28            | 1   | 0  | 0 | 4 | 0 | 1 | 0 | 33  | 1   |    |
| Total club | Total club    | 180           | 10  | 5  | 0 | 4 | 0 | 5 | 0 | 194 | 10  |    |
| Los Angeles FC Estados Unidos |               |               |     |    |   |   |   |   |   |     |     |    |
| 1.ª | 2018          | 29            | 0   | 3  | 0 | - | - | 1 | 0 | 33  | 0   |    |
| Total club | Total club    | 29            | 0   | 3  | 0 | 0 | 0 | 1 | 0 | 33  | 0   |    |
| Total carrera | Total carrera | Total carrera | 300 | 11 | 9 | 0 | 4 | 0 | 6 | 0   | 319 | 11 |
| (1) Incluye datos de la US Open Cup. (2) Incluye datos de los Playoffs de la Copa MLS. (3) Incluye datos de la Liga de Campeones de la Concacaf. |               |               |     |    |   |   |   |   |   |     |     |    |

## Palmarés
| Título                          | Club                   | País   | Año  |
| ------------------------------- | ---------------------- | ------ | ---- |
| Campeonato Canadiense de fútbol | Vancouver Whitecaps FC | Canadá | 2015 |